# Eleições legislativas de Israel em 2006
As eleições legislativas de 2006 em Israel foram realizadas em 28 de março daquele ano para eleger os 120 membros da 17ª legislatura do Knesset.
As eleições parlamentares em Israel, originalmente programadas para novembro de 2006, ocorreram em março, quatro meses após o colapso do governo do primeiro-ministro Ariel Sharon, que enfrentava dificuldades em seu próprio partido, o direitista Likud, desde que levou a cabo um plano de retirada unilateral israelense da Faixa de Gaza em agosto de 2005. O Partido Trabalhista de Israel, de centro-esquerda, também retirou-se da coalizão governista em novembro daquele ano, forçando a convocação de um novo pleito. Sharon saiu do Likud para fundar um novo partido de centro-direita chamado Kadima, mas o primeiro-ministro sofreu um grande derrame em dezembro que o deixou incapacitado e impossibilitado de continuar suas funções políticas.
Mesmo assim, o Kadima foi liderado nas eleições pelo primeiro-ministro interino Ehud Olmert. Amir Peretz enfatizou a plataforma social do Trabalhismo, enquanto Benjamin Netanyahu, que havia sido eleito líder do Likud em dezembro de 2005, insistiu que retiradas territoriais unilaterais adicionais aumentariam a vulnerabilidade de Israel a ataques terroristas.
A votação ocorreu sem incidentes graves, embora apenas 63,55% dos cinco milhões de eleitores registrados tenham comparecido às urnas, representando uma taxa de participação historicamente baixa. Os resultados finais deram ao Kadima 29 assentos, seguido pelos Trabalhistas com 19 assentos. Outros possíveis parceiros de coalizão para o Kadima conquistaram um total de 30 assentos: o partido ultraortodoxo sefardita Shas obteve 12, seguido pelo centrista Gil (Partido dos Aposentados) com surpreendentes sete assentos; o ultraortodoxo Judaísmo Unido da Torá e o esquerdista Meretz conquistaram respectivamente seis e cinco assentos. Na ala direita, o Likud liderou com 12 assentos, seguido pelos partidos de extrema-direita Yisrael Beitenu e União Nacional/Partido Religioso Nacional, que conquistaram respectivamente 11 e nove assentos. Os dez assentos restantes foram para três partidos predominantemente árabes: Hadash, Balad e Ra'am.
Após um mês de negociações, em abril de 2006, o Kadima formou um governo de coalizão com o Trabalhismo, Shas e Gil, controlando assim 67 assentos no Parlamento de 120 membros. Em maio de 2006, o recém-eleito parlamento realizou sua primeira sessão e elegeu Dalia Itzik do Kadima como sua nova presidente, a primeira mulher a assumir o cargo.